# Caps de la Vinya de Miret
Caps de la Vinya de Miret és una antiga vinya reconvertida en camps de conreu del municipi de Castell de Mur, al Pallars Jussà, a l'antic terme de Mur, en terres del poble de Vilamolat de Mur.
Es tracta d'una part de la Vinya de Miret, on actualment hi ha camps de conreu amb arbres fruiters, situada a migdia i més amunt de la vinya de la qual, de fet forma part. Separa les dues parts d'aquesta vinya el Camí de Casa Ginebrell, o de Vilamolat de Mur, actualment carretera local.